# Лизьё (округ)
Лизьё (фр. Lisieux) — округ (фр. Arrondissement) во Франции, один из округов в регионе Нормандия. Департамент округа — Кальвадос. Супрефектура — Лизьё.
Население округа на 2018 год составляло 160 551 человек. Плотность населения составляет 90 чел./км². Площадь округа составляет 1775,85 км².

## Состав
Кантоны округа Лизьё (c 1 января 2017 г.):
- Кабур
- Ливаро-Пеи-д’Ож (частично)
- Лизьё
- Мезидон-Валле-д’Ож (частично)
- Онфлёр-Довиль
- Пон-л’Эвек
- Троарн (частично)

Кантоны округа Лизьё (c 22 марта 2015 г. по 31 декабря 2016 г.):
- Кабур (частично)
- Ливаро (частично)
- Лизьё
- Мезидон-Канон (частично)
- Онфлёр-Довиль
- Пон-л’Эвек
- Троарн (частично)

Кантоны округа Лизьё (до 22 марта 2015 года):
- Бланжи-ле-Шато
- Камбремер
- Дозюле
- Онфлёр
- Лизьё 1-й кантон
- Лизьё 2-й кантон
- Лизьё 3-й кантон
- Ливаро
- Мезидон-Канон
- Орбек
- Пон-л’Эвек
- Сен-Пьер-сюр-Див
- Трувиль-сюр-Мер

## Достопримечательности
- Вблизи коммуны Лизьё расположен Ваджрадхара-линг (фр. Vajradhara-Ling) — тибетский буддийский центр традиции Карма-Кагью.